# Тиранчик ріо-грандський
Тира́нчик ріо-грандський (Phylloscartes difficilis) — вид горобцеподібних птахів родини тиранових (Tyrannidae). Ендемік Бразилії.

## Опис

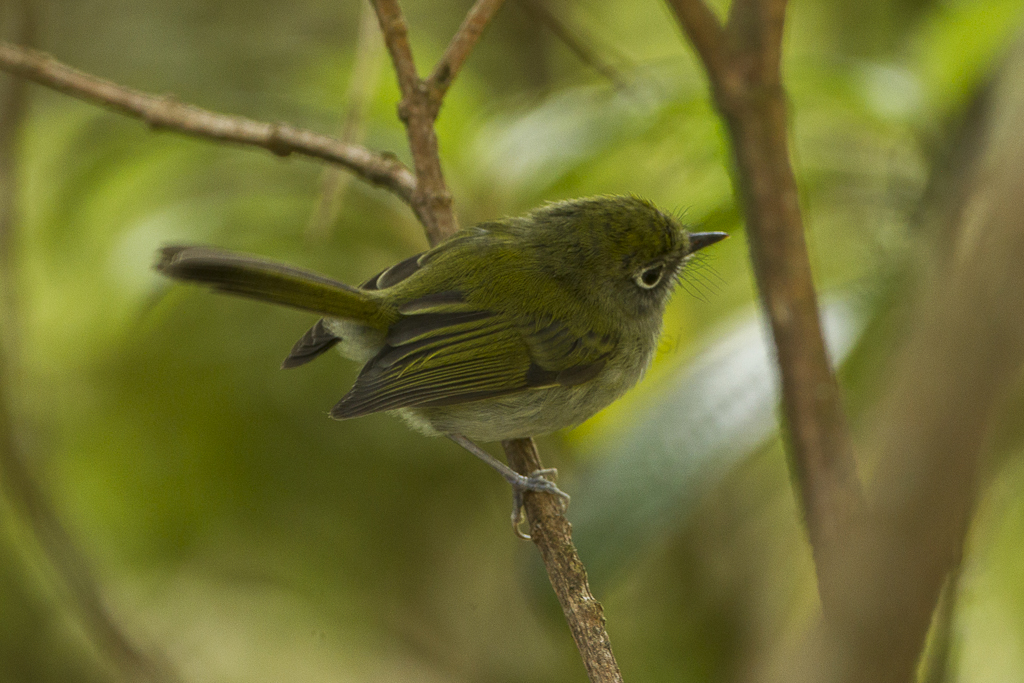
Ріо-грандський тиранчик

Довжина птаха становить 11 см. Верхня частина тіла оливково-зелена. Нижня частина тіла переважно сіра, горло сірвате. Навколо очей вузькі білі кільця, над очима білуваті "брови".

## Поширення і екологія
Ріо-грандські тиранчики поширені в горах Серра-ду-Мар на південно-східному узбережжі Бразилії, від південного Мінас-Жерайсу і Еспіриту-Санту до північного сходу Ріу-Гранді-ду-Сул. Вони живуть в гірському вологому атлантичному лісі. Зустрічаються на висоті від 950 до 2150 м над рівнем моря.

## Збереження
МСОП класифікує цей вид як такий, що не потребує особливих заходів зі збереження. За оцінками дослідників, популяція ріо-грандських тиранчиків становить від 20 до 50 тисяч птахів. Їм може загрожувати знищення природного середовища.